# Pico da Praia
O Pico da Praia é uma elevação portuguesa localizada na freguesia açoriana de Santa Bárbara, concelho de Angra do Heroísmo, ilha Terceira, arquipélago dos Açores.
Este acidente montanhoso que se eleva a 323 metros de altitude acima do nível do mar encontra-se geograficamente localizado próximo da Ribeira do Mouro, entre as freguesias de Santa Bárbara e Cinco Ribeiras, na parte Oeste da ilha Terceira e encontra-se intimamente relacionado com a formação geológica dos contrafortes do vulcão da Serra de Santa Bárbara, fazendo com esta formação geológica parte da maior formação geológica da ilha Terceira que se eleva a 1021 metros acima do nível do mar.